# 安乗の人形芝居

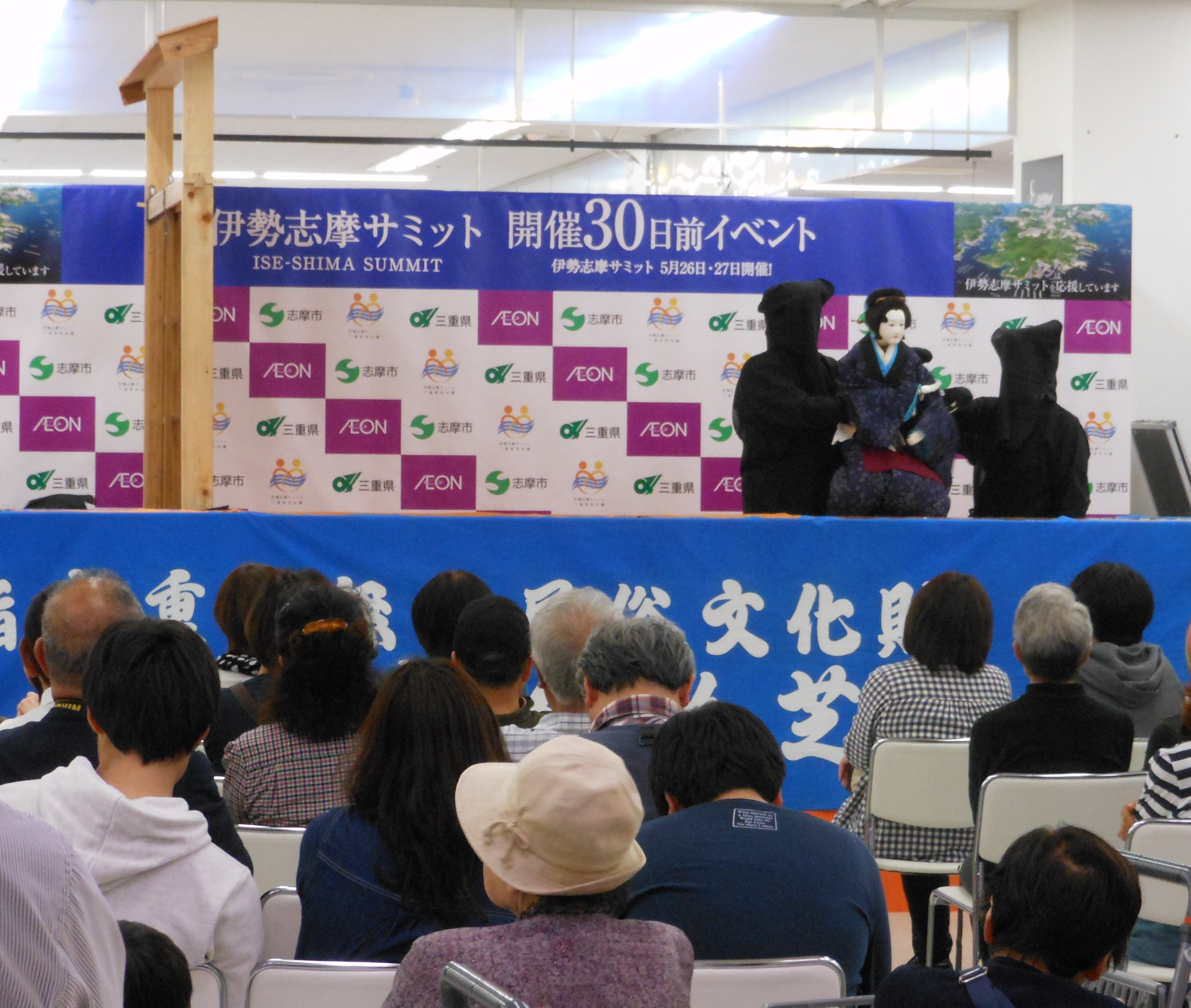
イオン阿児店で上演中の安乗の人形芝居（2016年5月1日）

安乗の人形芝居（あのりのにんぎょうしばい）は、三重県志摩市阿児町安乗に伝わる人形芝居（人形浄瑠璃）。安乗文楽（あのりぶんらく）、でこ芝居とも称する。伝承団体は1951年（昭和26年）発足の「安乗文楽人形芝居保存会」。会員数は2016年（平成28年）時点で27人で、安乗地区だけでなく広く志摩市内から参加している。
1980年1月28日に重要無形民俗文化財に指定され、同年1月31日に「安乗人形芝居」の名で記録作成等の措置を講ずべき無形の民俗文化財（選択無形民俗文化財）に選択された。口伝によれば、朝鮮出兵の折に八幡神社（現・安乗神社）を参拝した九鬼嘉隆を村人がもてなすために披露した手踊りに起源が求められるという。その後、風待ちに安乗村に来港した大坂・阿波国・淡路国の人々の影響を受けて芝居の技術が向上した。第二次世界大戦前後で一度断絶するも、戦後保存会が設立され復活した。芝居小屋は、安政7年（1860年）の建築で日本で3つしか現存しない船底形舞台の1つである。

## 概要
演者は「人形使い」・「三味線」・「太夫」（語り）の3つに分かれる。1体の人形を3人で操る。かつては、安乗の長男のみ人形使いをすることが許されていた。毎年9月15日と9月16日に行われる祭礼において演じられる。元は旧暦の9月15日と9月16日に行われ、月明かりの下で浜風に吹かれながら上演・鑑賞するものであった。地元の志摩市立安乗中学校には「安乗文楽人形クラブ」があり、この祭礼で日ごろの練習の成果を披露し、中学生のみで1つの演目を演じる。なお、このクラブは「学習の一環」としての位置付けであり、課外活動ではない。
「喜怒哀楽の表現が素朴で大胆かつ野趣に富む。」と評されている。

## 演目
年によって異なり、その年の5月に演目を決定し、9月の本番に向けて練習を重ねる。2011年（平成23年）は以下の通り。
9月15日
安乗人形芝居保存会＝『戎舞』（えびすまい）・『傾城阿波の鳴門』（けいせいあわのなると）
安乗小学校5・6年生＝『勧進帳』
安乗中学校安乗文楽人形クラブ＝『鎌倉三大記―三浦之助母別れの段』
9月16日
安乗人形芝居保存会＝『壺坂観音霊験記』（つぼさかかんのんれいげんき）・『伊達娘恋緋鹿子』（だてむすめこいのひがのこ）・『生写朝顔話』（しょううつしあさがおばなし）